# Linda Nosková
Linda Nosková (* 17. listopadu 2004 Vsetín) je česká profesionální tenistka. Ve své dosavadní kariéře na okruhu WTA Tour vyhrála jeden turnaj, když ovládla Monterrey Open 2024. V rámci okruhu ITF získala šest titulů ve dvouhře a jeden ve čtyřhře.
Na žebříčku WTA byla ve dvouhře nejvýše klasifikována v červenci 2025 na 23. místě a ve čtyřhře v témže měsíci na 60. místě. V prosinci 2020 se jejím trenérem stal Tomáš Krupa a v roce 2023 souběžně také David Kotyza.
V juniorském tenise triumfovala na grandslamovém French Open 2021 po finálové výhře nad Ruskou Erikou Andrejevovou. Juniorku Roland-Garros ovládla jako čtvrtá Češka a první od Hany Mandlíkové v roce 1978. V následné červnové klasifikaci kombinovaného žebříčku ITF juniorek dosáhla svého maxima, když figurovala na 5. příčce.
V českém týmu Billie Jean King Cupu debutovala v roce 2023 finálovým turnajem v Seville. Ve dvouhře základní skupiny proti Švýcarsku porazila Céline Naefovou. Češky zvítězily 3:0 na zápasy. Do listopadu 2025 v soutěži nastoupila k pěti mezistátním utkáním s bilancí 2–2 ve dvouhře a 0–1 ve čtyřhře.
Česko reprezentovala na Letních olympijských hrách 2024 v Paříži, kde v úvodu dvouhry podlehla Číňance Wang Si-jü. S Karolínou Muchovou obsadily čtvrté místo ve čtyřhře. Utkání o bronz prohrály se Španělkami Bucșovou a Sorribesovou Tormovou.

## Soukromý život
Narodila se roku 2004 ve valašském Vsetíně do rodiny výpravčího Drahoše Noska a Ivany Noskové. Otec ji v šesti letech přivedl k tenisu, s nímž začínala v místě školní docházky ve Valašském Meziříčí. V deseti letech přešla do malého klubu Na Dolině v Trojanovicích, založeného v roce 2010. Vyrůstala v Bystřičce.
Ze stejného regionu na Moravě jako Nosková pocházela také Melanie Molitorová, matka tenistky Martiny Hingisové, která žila v Rožnově pod Radhoštěm. Trenérka Molitorová kontaktovala rodinu a potvrdila její talent. Mladá hráčka za ní začala do Švýcarska dojíždět jednou měsíčně, kde spolu pracovaly především na technice úderů. Zároveň se připravovala v TK Agrofert Prostějov, kde byla na hostování.
V roce 2019 přestoupila z klubu Na Dolině do extraligového TK Precheza Přerov. Od prosince 2020 v něm začala trénovat s Tomášem Krupou, bývalým koučem Berdycha a Štěpánka. V roce 2021 opustila školu, aby se plně věnovala rozvoji tenisové kariéry. Tenisově ji nejvíce ovlivnila Američanka Serena Williamsová.

## Tenisová kariéra

### Amatérská kariéra
Opakovaně vyhrála mistrovství České republiky mladších žákyň a již ve 13 letech zasáhla na divokou kartu do ženského mistrovství ČR 2017 v Ostravě. V úvodním kole prohrála s druhou nasazenou Nikolou Tomanovou po třísetovém průběhu. V únoru 2016 byla s Lindou Fruhvirtovou a Agátou Černou členkou české reprezentace, která v Sunderlandu vyhrála Winter Cup, halové mistrovství Evropy družstev do 12 let, po finálové výhře nad Rumunskem 3:0. O dva roky později opět s Fruhvirtovou a také s Barborou Palicovou triumfovaly na rakovnickém Winter Cupu 2018, tentokrát v kategorii 14letých, když ve finále přehrály Rusky 2:1.
V srpnu 2021 ovládla Pardubickou juniorku. V boji o titul zdolala Nikolu Bartůňkovou. O dva týdny později triumfovala i na ženském šampionátu České republiky. Ve finále deklasovala Ivanu Šebestovou z Arbrexu Ostrava, která získala jediný gam. Po Ivě Budařové z roku 1978 se stala teprve druhou tenistkou, která obě česká mistrovství juniorek i žen vyhrála v jediné sezóně.

### 2019–2021: Vstup mezi profesionálky čtyřmi tituly ITF
Během července 2019 debutovala jako čtrnáctiletá v kvalifikaci okruhu ITF, když na turnaj v Turíně dotovaném 25 tisíci dolary obdržela divokou kartu. V úvodním kole podlehla Italce Federice di Sarrové. Hlavní soutěž si poprvé zahrála v říjnu téhož roku v portugalské Lousadě, kde na 15tisícové události ve druhém kole nestačila na Francouzku Aubane Droguetovou. O měsíc později nestačila v semifinále milovické patnáctitisícovky na Estonku Kaiu Kanepiovou, tehdy z počátku druhé stovky žebříčku WTA.
Turnajovou aktivitu v roce 2020 zahájila po covidovém přerušení sezóny srpnovým debutem v kvalifikaci soutěže WTA Tour, když obdržela divokou kartu do kvalifikace Prague Open. Pouze dva gamy uhrála na 199. ženu klasifikace Lauru Ioanu Paarovou z Rumunska. Tři týdny poté se premiérově představila na turnaji série WTA 125K, konaném jako TK Sparta Prague Open 2020, a to opět po udělení divoké karty. V první fázi nezvládla koncovky vyrovnaných setů s Egypťankou Majar Šarífovou. Na přerovském Zubr Cupu 2020, zářijové události ITF s rozpočtem 25 tisíc dolarů, hladce podlehla nejvýše nasazené Barboře Krejčíkové.
Sezónu 2021 zahájila finálovou účastí na únorovém turnaji ITF v Šarm aš-Šajchu, dotovaném 15 tisíci dolary. První kariérní finále prohrála ve třech setech s Běloruskou Šalimar Talbiovou ze čtvrté světové stovky. První dva tituly v této úrovni tenisu vybojovala  během března v Bratislavě, na halových patnáctitisícovkách pořádaných za sebou. V prvním finále přehrála Češku Terezu Smitkovou a ve druhém Chorvatku Ivu Primoracovou. V květnové kvalifikaci Serbia Open 2021, bělehradského turnaje na túře WTA, ji do dvouhry nepustila Číňanka Wang Si-jü, figurující v polovině druhé stovky žebříčku. Na červnovém 60tisícovém Macha Lake Open 2021 ve Starých Splavech na její raketě dohrály Paraguayka Verónica Cepedeová Roygová, Maďarka Anna Bondárová a Španělka Irene Burillová Escorihuelová, než ji v semifinále zastavila Číňanka Čeng Čchin-wen. Bodový zisk ji posunul o  157 míst výše na 497. příčku klasifikace. V srpnu získala divokou kartu na přerovský Zubr Cup 2021, dotovaný 60 tisíci dolary. Přes Dominiku Šalkovou se probojovala do finále, v němž otočila průběh s Rumunkou Alexandrou Cadanțuovou-Ignatikovou a z okruhu ITF si odvezla třetí kariérní trofej. V listopadu 2021 pak triumfovala na milovické pětadvacetitisícovce. Do finále prošla přes čtvrtou nasazenou Jesiku Malečkovou a v závěrečném utkání si poradila s kvalifikantkou Nikolou Bartůňkovou. V Milovicích si zahrála i finále čtyřhry, v němž s Polkou Majou Chwalińskou nestačily na Japonky Sakuru Hosogiovou a Misaki Macudovou až v rozhodujícím supertiebreaku.

### 2022: Grandslamový debut, premiérové semifinále WTA v Praze a průnik do první světové stovky
V dubnu ovládla druhý turnaj ITF dotovaný 60 tisíci dolary ve francouzském Croissy-Beaubourgu. V závěrečných třech kolech porazila Francouzky Elsu Jacquemotovou, nejvýše nasazenou Chloé Paquetovou a Leolii Jeanjeanovou. 80bodový zisk ji poprvé posunul do elitní světové dvoustovky, když 4. dubna 2022 postoupila z 222. na 184. příčku klasifikace. O měsíc později na další 60tisícovce ITF, štvanickém I. ČLTK Prague Open, ji v prvním kole vyřadila 16letá Nikola Bartůňková z páté stovky žebříčku.

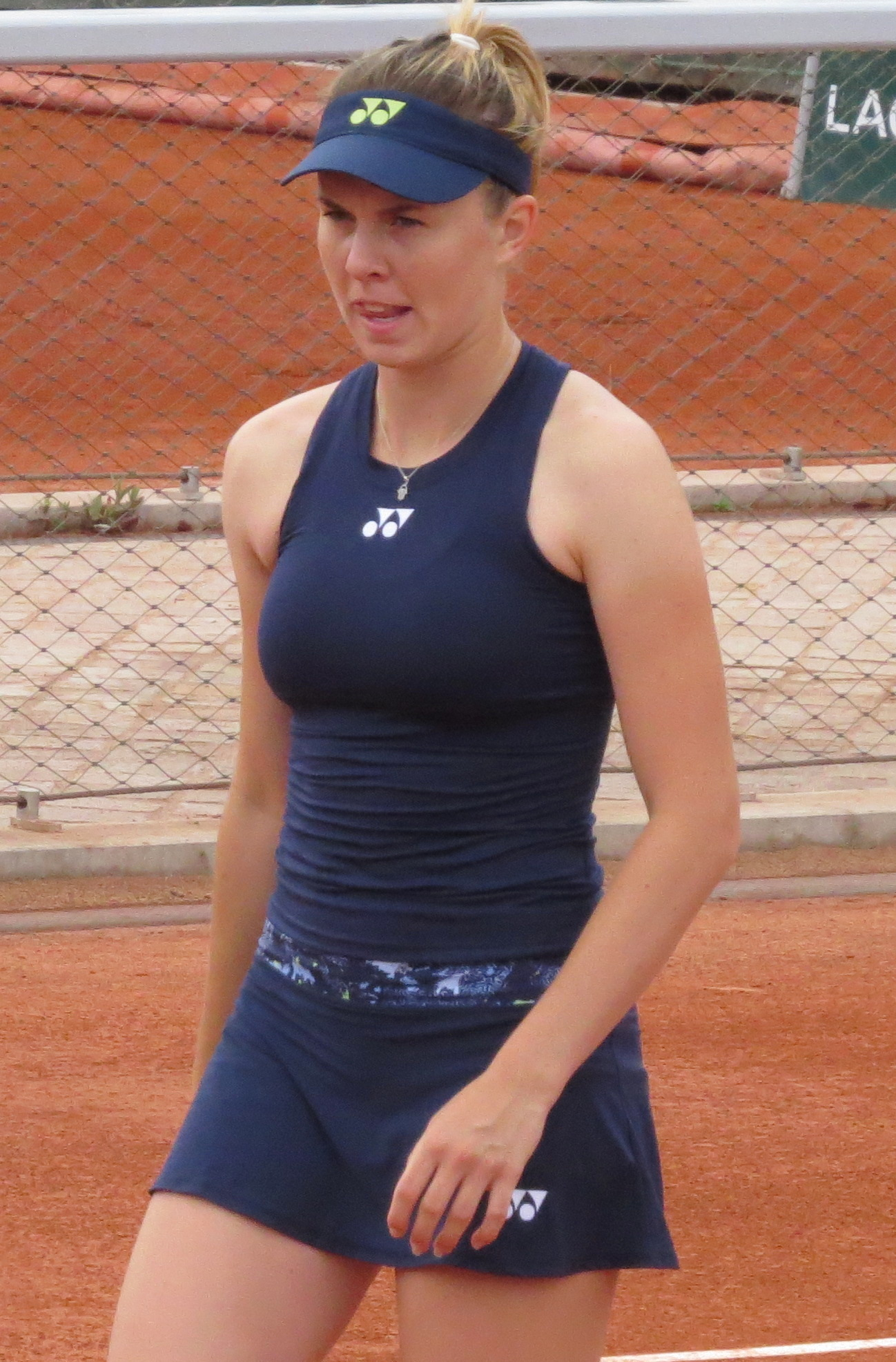
Z kvalifikace French Open 2022 postoupila do první grandslamové dvouhry

Debut v nejvyšší grandslamové kategorii zaznamenala v ženském singlu French Open po zvládnuté tříkolové kvalifikaci, v jejímž závěru přehrála Slovenku Rebeku Šramkovou. Na úvod dvouhry pak podlehla britské světové dvanáctce Emmě Raducanuové, přestože získala úvodní set v tiebreaku. V semifinále antukového Makarska Open ze série WTA 125K nestačila na Němku Jule Niemeierovou z počátku druhé světové stovky. Premiérový triumf na 100tisícové události ITF dosáhla na červencovém Reinert Open v německém Versmoldu. Ve čtvrtfinále vyřadila nejvýše nasazenou, stou šestou hráčku světa Chloé Paquetovou, a poté Maďarku Réku Lucu Janiovou. V závěrečném boji o titul přerušeném deštěm ztratila pouze čtyři gamy s Belgičankou Ysaline Bonaventurevou. Bodový zisk ji posunul na své tehdy nové maximum, 113. příčku žebříčku, což z ní učinilo nejvýše postavenou tenistku na okruhu mezi hráčkami do 18 let.
Po obdržení divoké karty na Livesport Prague Open vyhrála první zápasy v hlavní soutěži túry WTA. Ve druhém setu úvodního kola jí skrečovala Natalja Vichljancevová pro zranění nohy. Poté vyřadila světovou osmatřicítku Alizé Cornetovou a připsala si tak debutové vítězství nad hráčkou světové stovky. Postupem do semifinále přes Japonku Nao Hibinovou si zajistila premiérový průnik do elitní stovky žebříčku. V něm po skončení figurovala na 94. příčce, v 17 letech jako nejmladší členka Top 100 a osmá Češka. Mezi poslední čtveřicí singlistek odešla poražena od krajanky Marie Bouzkové ve dvou setech. Na US Open postoupila z kvalifikace po výhrách nad Kawaovou, Bouchardovou a Zacharovovou. Na úvod newyorské dvouhry podlehla opět po měsíci Bouzkové, tentokrát po třísetovém průběhu. Do čtyřhry US Open nastoupila s Lucií Hradeckou poté, co se Hradecké spoluhráčka Mirzaová odhlásila pro natrženou šlachu. V prvním společném utkání ve čtyřhře vyřadily – před 23tisícovou kulisou největšího kurtu světa Arthura Ashe, americké sestry Serenu a Venus Williamsovy po dvousetovém průběhu. Serena Williamsová na turnaji ohlásila konec kariéry, ale záměr odejít z profesionálního tenisu v říjnu 2022 přehodnotila. Nosková zápas označila za největší tenisový zážitek předchozí kariéry. Poté však nestačily na turnajové třináctky, Chilanku Alexu Guarachiovou se Slovinkou Andrejou Klepačovou.
Po výhře v kvalifikačním kole nad Britkou Heather Watsonovou si zahrála dvouhru na říjnovém Tallinn Open. Otevírací duel zvládla s pětašedesátou ženou pořadí Dianou Parryovou, než ji stopku vystavila brazilská světová patnáctka Beatriz Haddad Maiová po dvousetovém průběhu. V kvalifikaci ostravského AGEL Open ji podruhé v sezóně porazila juniorská světová jednička Nikola Bartůňková. Do ostravské čtyřhry nastoupila s loučící se Lucií Hradeckou, která odehrála poslední turnaj na české půdě. Na úvod však nenašly recept na pozdější americké šampionky Caty McNallyovou a Alycii Parksovou. McNallyové pak podlehla ve čtvrtfinále říjnové 60tisícové události ITF v Trnavě a Parksové v prvním utkání listopadového Crèdit Andorrà Open na okruhu WTA 125K. V závěrečné klasifikaci WTA figurovala na 91. místě.

### 2023: Debutová finále na okruhu WTA, první výhry nad hráčkami světové desítky a členka Top 40

#### Finalistka WTA 500 v Adelaide, premiéra na Australian Open i na turnajích WTA 1000
Do sezóny vstoupila jako 102. hráčka žebříčku. V prvním kole lednové kvalifikace Adelaide International čelila mečbolu proti člence světové šedesátky Anně Kalinské, který ve zkrácené hře třetí sady odvrátila. Přes Anastasiji Potapovovou prošla do páté hlavní soutěže na okruhu WTA Tour, v níž premiérově porazila dvě členky z první světové desítky. V úvodním kole adelaidské dvouhry z kategorie WTA 500 vyřadila světovou osmičku Darju Kasatkinovou. Po výhře nad americkou kvalifikantkou Claire Liuovou zvládla i třísetovou bitvu se šestadvacátou ženou pořadí Viktorií Azarenkovou. V závěrečné sadě přitom využila jediný z osmi brejkbolů a za stavu her 5–6 odvrátila mečbol. Tiebreak pak rozhodla ve svůj prospěch poměrem 8:6. Ani v semifinále ji nezastavila tuniská světová dvojka Ons Džabúrová, kterou přehrála ve třech setech a postoupila do prvního kariérního finále na túře WTA. Tím si zajistila premiérový posun do první světové šedesátky na žebříčku WTA. Ve dvousetovém finále však podlehla 24leté, páté hráčce žebříčku Aryně Sabalenkové. V 18 letech a 52 dnech se stala nejmladší finalistkou kategorie WTA 500 – včetně předchůdkyň Premier a Tier II –, od titulu Caroline Wozniacké na New Haven Open 2008, kdy Dánce v den finále bylo 18 let a 43 dní. Z navazující kvalifikace Australian Open vypadla již v prvním kole, když nestačila na 24letou Kanaďanku Katherinu Sebovovou z konce druhé stovky klasifikace. Po duelu si Češka stěžovala na citlivé tříslo. Projevila se také únava z přeletu a osmý odehraný zápas během jedenácti dnů. Melbournský grandslam udělil poslední divokou kartu o více než sto míst níže postavené Australance Kimberly Birrellové.
Na únorovém Lyon Open v Paláci sportů zvládla kvalifikační kolo se Slovenkou Viktórií Kužmovou z druhé světové stovky a postoupila do hlavní soutěže. V jejím prvním kole vyřadila španělskou grandslamovou šampionku Garbiñe Muguruzaovou, která jako členka deváté desítky musela hrát na divokou kartu. V úvodní sadě ztratila na podání jen pět míčů a ve druhé otočila nepříznivý vývoj gamů ze stavu 0–3. Po výhře nad egyptskou padesátou tenistkou pořadí Majar Šarífovou, nestačila ve čtvrtfinále na 21letou Kolumbijku Camilu Osoriovou ve dvou setech. Poprvé na túře WTA tak prohrála čtvrtfinálový duel. Absolutní zisk 78 bodů ji po skončení poprvé posunul do elitní světové padesátky, jíž uzavírala. Časnou porážku na navazujícím Upper Austria Ladies Linz utržila od Belgičanky Alison Van Uytvanckové z osmé desítky klasifikace. Prvními turnaji z kategorie WTA 1000, do nichž v kariéře zasáhla, byly dvě březnové události ve Spojených státech. Do BNP Paribas Open v Indian Wells vstoupila výhrami nad členkami čtvrté desítky, Irinou-Cameliou Beguovou a Amandou Anisimovovou, než ji zastavila světová šestka Coco Gauffová, proti níž si vypracovala jediný brejkbol. Přes Bronzettiovou prošla do druhého kola Miami Open, v němž získala jen tři gamy na dvanáctou ženu klasifikace a pozdější šampionku turnaje Petru Kvitovou.

#### Nevýrazná antuková a travnatá sezóna s wimbledonskou premiérou
Do antukové sezóny vstoupila debutem na římském Internazionali BNL d'Italia. Po třísetovém průběhu zdolala Američanku Shelby Rogersovou. Poté však dohrála na raketě polské světové devatenáctky Magdy Linetteové. V úvodním duelu Roland-Garros ji po zisku první sady skrečovala Černohorka Danka Kovinićová. Jednalo se o první kariérní grandslam, na němž měla zajištěnou přímou účast a na kterém vyhrála první zápas dvouhry. Její cestu soutěží ukončila světová čtyřka Jelena Rybakinová, která na dvorci Suzanne Lenglenové zahrála dvojnásobný počet vítězných míčů. Češce přitom v duelu nefungoval bekhend.
Během krátké travnaté části okruhu vyhrála jediné utkání. Premiérový kariérní turnaj na trávě odehrála na Rothesay Classic Birmingham. Časnou stopku jí vystavila sedmnáctá hráčka žebříčku a pozdější vítězka Jeļena Ostapenková, přestože získala druhý set. Na německém Bad Homburg Open zvládla vstup s ukrajinskou kvalifikantkou Katerynou Baindlovou, než odešla poražena z třísetové bitvy proti patnácté ženě pořadí Ljudmile Samsonovové. Přes zisk úvodního dějství v tiebreaku, uhrála v dalším průběhu prvního kola Wimbledonu, proti Dalmě Gálfiové z druhé stovky, jen čtyři gamy.

#### Finalistka WTA 250 v Praze, debut v celé sérii US Open i Billie Jean King Cupu

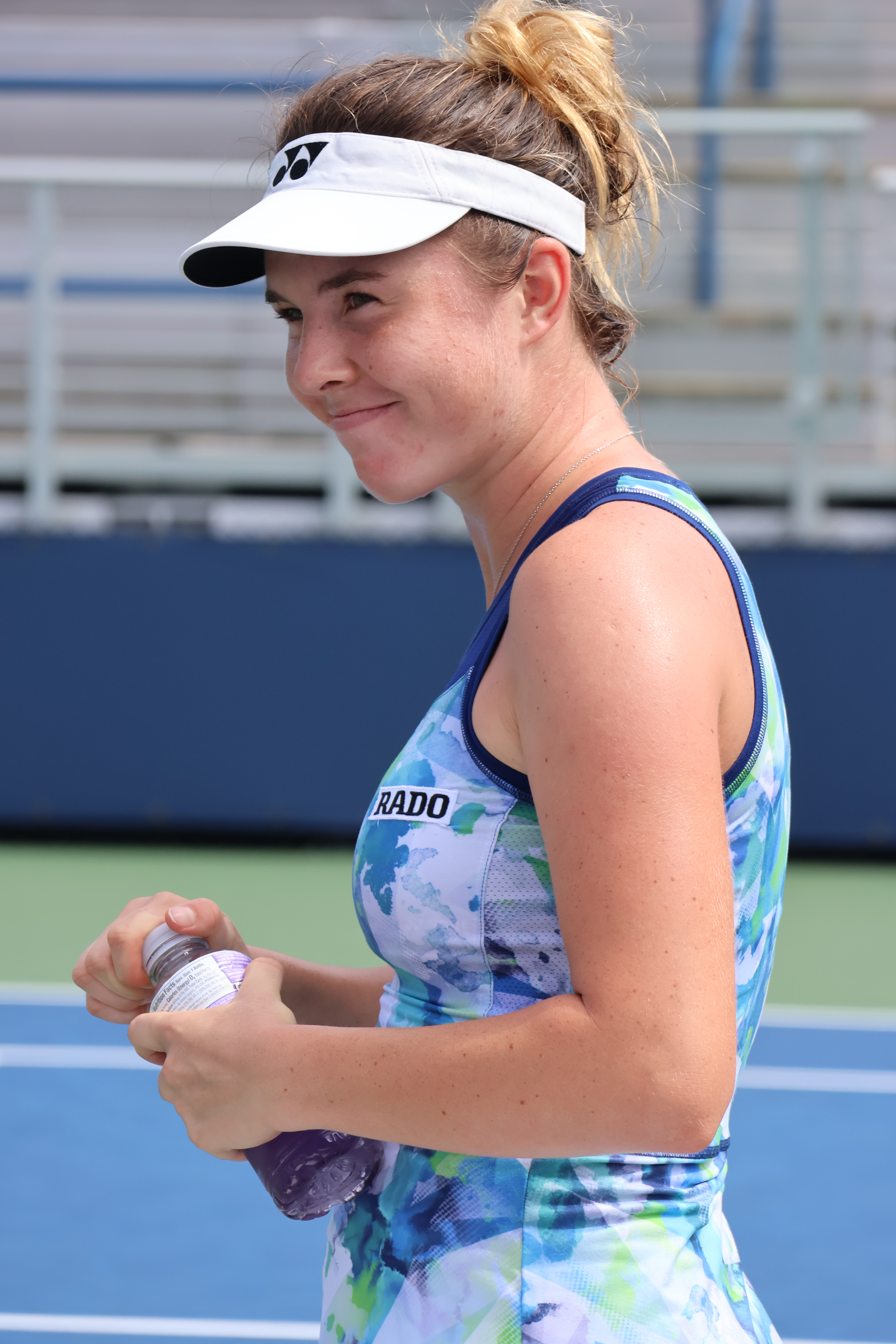
Na US Open 2023 si zahrála druhé kolo

Červencový BNP Paribas Warsaw Open na tvrdém povrchu znamenal postup do čtvrtfinále přes 
chorvatskou kvalifikantku Fettovou a Hrunčákovou. V něm však prohrála první souboj proti úřadující světové jedničce, jíž byla varšavská rodačka Iga Świąteková. Další týden se na túře WTA podruhé probojovala do finále, pražském Livesport Prague Open. V závěrečných kolech si poradila s osmdesátou druhou ženou žebříčku – nejvýše postavenou soupeřkou – Annou Karolíno Schmiedlovou, stejně jako Němkou Tamarou Korpatschovou. V souboji o titul však překvapivě podlehla Nao Hibinové, o šedesát pět příček níže postavené Japonce, která prošla do dvouhry až jako šťastná poražená z kvalifikace. Výhra nad Parryovou v kvalifikačním kole cincinnatského Western & Southern Open jí zajistila účast ve dvouhře, kde oplatila porážky z první poloviny roku světové dvanáctce Samsonovové i devítce Kvitové, obhajující finálovou účast. Proti krajance ztratila úvodní sadu a v dalších dvou vždy dotahovala ztrátu servisu. Jednalo se o její třetí a poslední výhru nad členkou Top 10 v sezóně. Pouze dva gamy uhrála na Leylah Fernandezovou při vstupu do clevelandského Tennis in the Land.
Hladké vítězství nad Američankou Madison Brengleovou v úvodu US Open následovala porážka od páté ženy klasifikace Ons Džabúrové. V rozhodující sadě proti Tunisance neudržela výhodu prolomeného podání, když soupeřka od stavu 2–3 uhrála na Grandstandu čtyři gamy v řadě. Při prvním startu na podzimní asijské túře se zúčastnila tokijského Toray Pan Pacific Open a pekingského China Open. Na obou turnajích skončila ve druhém kole; v Tokiu na raketě Anastasije Pavljučenkovové, která jí uštědřila v rozhodující sadě „kanára“, a v Pekingu z turnaje odstoupila po výhře nad Číňankou z šesté světové stovky Tchien Fang-žan. V následném vydání žebříčku WTA z 9. října 2023 se poprvé posunula do elitní světové čtyřicítky, na 40. příčku.
Na listopadovém finálovém turnaji Billie Jean King Cupu v Seville poprvé zasáhla v rámci českého týmu do zápasu. Ve skupinové fázi proti Švýcarsku vyhrála úvodní dvouhru nad 18letou spoludebutantkou Céline Naefovou. V rozhodující sadě otočila pěti gamy v řadě průběh ze stavu 1–4. Přispěla tak k výhře Češek 3–0 na zápasy. Český tým skupinu ovládl a skončil ve světovém semifinále. 

### 2024: První titul WTA, grandslamová čtvrtfinalistka a výhra nad světovou jedničkou

#### Čtvrtfinále Australian Open a první výhra nad světovou jedničkou
Sezónu rozehrála po čtyřech letech obnoveným Brisbane International. V úvodních třech duelech rozhodla o postupu až v rozhodující, třetí sadě. Po výhrách nad kvalifikantkou Babosovou, desátou nasazenou Soranou Cîrsteaovou i další postupující z kvalifikace Julií Rierovou, zvládla čtvrtfinále proti 16leté Miře Andrejevové z šesté desítky žebříčku. Mezi poslední čtveřicí singlistek, i podruhé v kariéře, podlehla světové čtyřce Jeleně Rybakinové, když třikrát ztratila podání. Po skončení, druhý lednový týden, opustila první světovou padesátku.
Při první účasti na australském grandslamu, Australian Open, vyřadila jako padesátá žena klasifikace světovou čtyřiatřicítku Marii Bouzkovou, jíž oplatila dvě prohry z roku 2022. Poté přehrála americkou grandslamovou debutantku z počátku třetí stovky McCartney Kesslerovou, startující na divokou kartu. Poprvé v kariéře tak na majoru postoupila do třetího kola. V něm ukončila 18zápasovou neporazitelnost úřadující světové jedničky Igy Świątekové, i přes ztrátu úvodní sady. Polka prohrála teprve podruhé z předchozích 69 zápasů, v nichž získala úvodní set. Obě si vypracovaly sedm brejkbolů, a Češka využila tři z nich, o jeden více než soupeřka. Na Australian Open se stala první hráčkou před dovršením 20 let od Mauresmové v roce 1999, která porazila světovou jedničku. V rámci celého grandslamu byla poslední takovou teenagerkou Kvitová na US Open 2009. Teprve podruhé Świąteková  na okruhu prohrála s mladší tenistkou, první z nich byla Gauffová. Duel čtvrtého kola, po třech prohraných gamech, skrečovala ukrajinská světová devatenáctka Elina Svitolinová, kterou od prvního gamu trápila bodavá bolest zad. Ze souboje debutantek ve čtvrtfinále grandslamu však odešla poražena od ukrajinské kvalifikantky z konce první stovky, Dajany Jastremské praktikující rychlý nátlakový tenis. Bodový zisk jí zajistil premiérový posun do první světové třicítky.
Přes Cristinu Bucșovou prošla z kvalifikace do hlavní soutěže arabského Mubadala Abu Dhabi Open. V jejím úvodu nestačila po třísetovém průběhu na Saru Sorribesovou Tormovou z šesté desítky. Navazující Qatar TotalEnergies Open v Dauhá přinesl výhru nad americkou kvalifikantkou Bernardou Peraovou, jež v tiebreaku druhé sady nevyužila tři setboly. Poté dosáhla pátého kariérního vítězství nad členkou ze světové desítky, devátou v pořadí Marií Sakkariovou. Ve druhé sadě přitom odvrátila Řekyni mečbol. V osmifinále podlehla v prvním vzájemném duelu krajance Karolíně Plíškové, přestože ve druhém setu podávala za stavu gamů 5–4 na vítězství. Po volném losu na BNP Paribas Open v Indian Wells postoupila přes Camilu Giorgiovou. V třetím kole jí však dva měsíce starou porážku oplatila světová jednička Iga Świąteková. Za stavu her 4–2 nevyužila tři brejkboly na vytvoření si náskoku o dvě prolomená podání. Polka však servis uhájila a od snížení na 3–4 vyhrála devět zbylých gamů. Druhou sadu tak získala „kanárem“. Jako nasazená získala volný los i na navazujícím Miami Open, do něhož vstoupila vítězstvím nad stou hráčkou žebříčku, kvalifikantkou Marijí Timofejevovou. Ve třetí fázi však opět podlehla Świątekové, která ovládla třetí ze čtyř vzájemných duelů. Polka tak vyhrála první zápas v sezóně, v němž ztratila úvodní sadu. V závěru třetího dějství, za stavu 4–5 a 0:40, nevyužila returnující Češka tři brejkboly v řadě na srovnání skóre.

#### Druhé kolo na French Open
Při debutu na halové antuce Porsche Tennis Grand Prix ztratila jen čtyři gamy proti světové desítce Jeļeně Ostapenkové a připsala si třetí sezónní výhru nad příslušnicí Top 10. V 19 letech byla nejmladší členkou stuttgartského startovního pole. Ve druhém kole ji zastavila o dva roky starší Emma Raducanuová, vracející se na okruh po zranění až jako 303. tenistka žebříčku. V úvodním setu s Britkou neuhrála ani jeden game. Přes vyřazení ve druhém kole Mutua Madrid Open s o dva roky mladší Mirrou Andrejevovou, se po skončení na začátku května vrátila do elitní světové třicítky jako nejvýše postavená teenagerka žebříčku. V utkání nezužitkovala vedení 1–0 na sety a výhodu časně prolomeného podání ve druhé sadě. Soupeřka jí tak ve druhém vzájemném duelu oplatila lednovou porážku z Brisbane. Navazující římská tisícovka, Internazionali BNL d'Italia, přinesla po výhře nad Italkou Lucrezií Stefaniniovou vyřazení ve třetím kole s čínskou světovou sedmičkou Čeng Čchin-wen. Při sedmé grandslamové účasti se na French Open poprvé zařadila mezi nasazené na turnajích „velké čtyřky“. Po výhře nad britskou světovou devadesátkou Harriet Dartovou vypadla ve druhém utkání s Rumunkou Irinou-Camelií Beguovou z druhé stovky žebříčku. O čtrnáct let starší Rumunka se na okruh vracela po zranění a v sezóně odehrála pátý turnaj..

#### Travnatá sezóna, olympiáda a první titul WTA

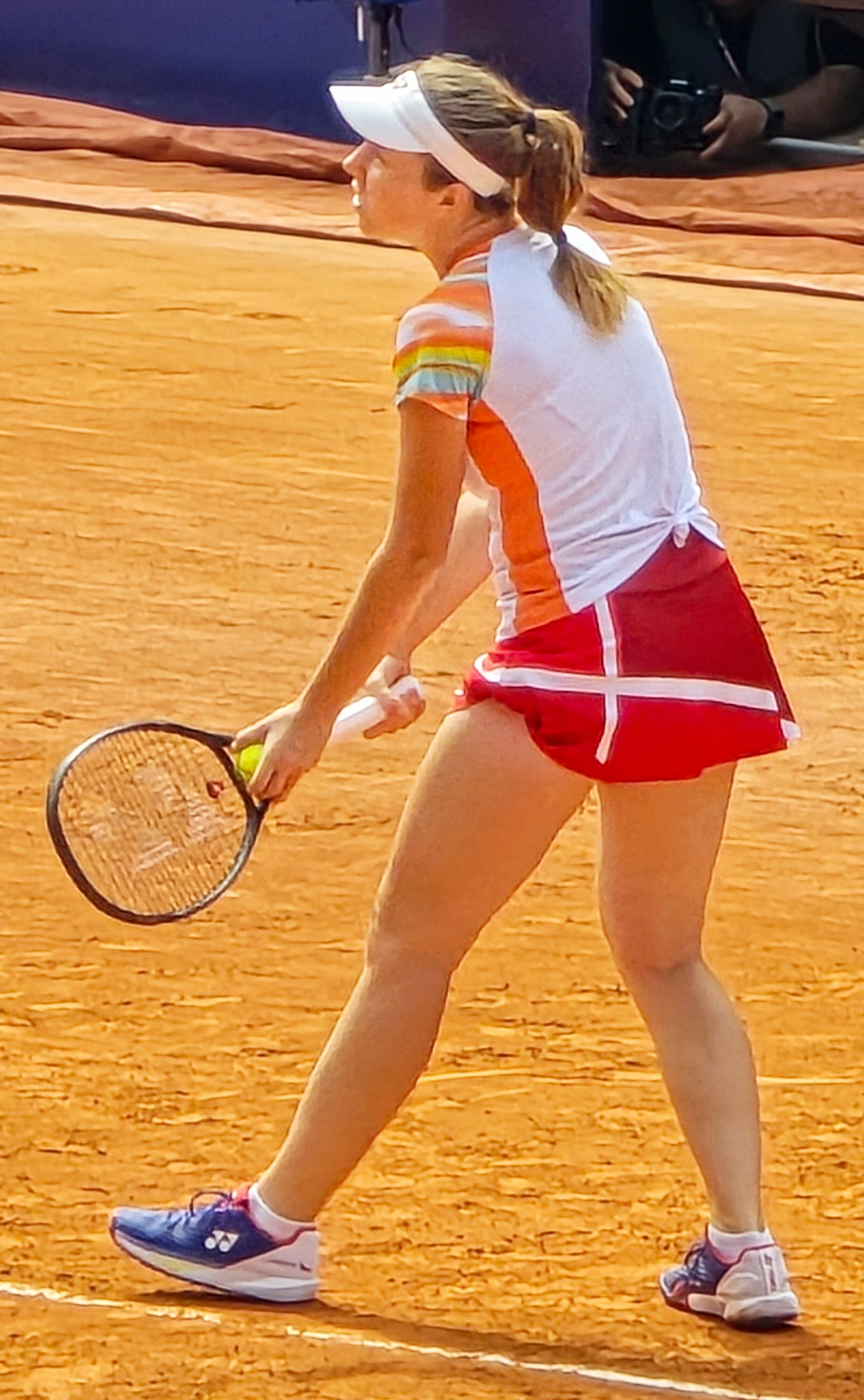
Na pařížské olympiádě dohrála v úvodu dvouhry a s Muchovou obsadily čtvrté místo ve čtyřhře

Na berlínské trávě ecotrans Ladies Open na úvod porazila, jako nejmladší členka startovního pole,  nejstarší 36letou singlistku Angelique Kerberovou z třetí světové stovky. Stopku jí pak vystavila desátá žena klasifikace Ons Džabúrová po třísetovém průběhu. V navazujícím červnovém týdnu opět dohrála ve druhém kole Bad Homburg Open, do něhož vstoupila výhrou nad šťastnou poraženou Američankou Taylor Townsendovou. Poté však v 70minutovém duelu nestačila na bulharskou kvalifikantku Viktoriji Tomovovou, když nevyužila ani jeden ze čtyř brejkbolů a sama třikrát přišla o podání. Ve Wimbledonu startovala jako jedna ze šesti teenegarek a dvacátá šestá nasazená. Přes 37letou Italku Saru Erraniovou prošla do druhé fáze, kde ji ve dvou setech vyřadila 176. hráčka žebříčku Bianca Andreescuová z Kanady. Z tiskových konferencí byla omluvena kvůli úmrtí matky krátce před londýnským grandslamem.
Roli turnajové jedničky obhajující finálovou účast plnila na antukovém Livesport Prague Open. Do semifinále postoupila po výhrách nad ukrajinskou kvalifikantkou Katarinou Zavackou a Němkami Evou Lysovou i Ellou Seidelovou. V semifinále se poprvé střetla s členkou Top 100, osmačtyřicátou ženou pořadí Magdou Linetteovou. Až ztracený tiebreak třetí sady rozhodl o porážce. Po 2 hodinách a 46 minutách Polka využila sedmý mečbol. V závěru července se vrátila do areálu Rolanda Garrose jako členka české výpravy na olympijský turnaj. Časnou porážku ve dvouhře utržila od Číňanky Wang Si-jü. Do čtyřhry zasáhla s Karolínou Muchovou. V prvních třech kolech vždy prohrály úvodní set a o postupu rozhodly v závěrečném supertiebreaku. Ve druhém utkání vyřadily nejvýše nasazené Američanky Gauffovou s Pegaulovou a poté Tchajwanky Sie s Cchaovou. V semifinále však podlehly Italkám Erraniové s Paoliniovou. Z utkání o bronz odešly poraženy od Španělek Bucșové a Sorribesové Tormové, proti nimž získaly jen čtyři gamy.
US Open Series rozehrála srpnovým Cincinnati Open. V úvodu nenašla recept na novozélandskou kvalifikantku Lulu Sunovou. O jedenáct dnů později, padesáté sedmé hráčce žebříčku Sunové, porážku oplatila identickým poměrem gamů ve finále Monterrey Open z kategorie WTA 500. Vyhrála tak první kariérní titul na okruhu WTA Tour. V tiebreaku úvodní finálové sady přitom odvrátila dva setboly. Při monterreyském debutu prošla soutěží bez ztráty setu, když postupně porazila kazachstánskou kvalifikantku Annu Danilinovou, přemožitelku z olympiády Wang Si-jü, světovou osmadvacítku Elinu Svitolinovou a v semifinále třináctou v pořadí Emmu Navarrovou. Po skončení se 26. srpna 2024 posunula na 25. místo žebříčku, čímž o jednu pozici překonala kariérní maximum. Po přeletu do New Yorku nezvládla úvodní duel US Open s třicátou druhou hráčkou světa Julií Putincevovou z Kazachstánu. Ve dvousetovém duelu zahrála osm dvojchyb a využila čtyři brejkové šance oproti pěti u soupeřky. Až na čtvrtém majoru sezóny opustila soutěž již v prvním kole.

## Utkání o olympijské medaile

### Ženská čtyřhra: 1 (1 čtvrté místo)
| Stav     | rok  | místo konání   | povrch | spoluhráčka      | soupeřky v utkání o medaili               | výsledek |
| -------- | ---- | -------------- | ------ | ---------------- | ----------------------------------------- | -------- |
| 4. místo | 2024 | Paříž, Francie | antuka | Karolína Muchová | Cristina Bucșová Sara Sorribesová Tormová | 2–6, 2–6 |

## Finále na okruhu WTA Tour
| Legenda                  |
| ------------------------ |
| D – dvouhra; Č – čtyřhra |
| Grand Slam (0)           |
| Turnaj mistryň (0)       |
| WTA 1000 (0)             |
| WTA 500 (1–1 D; 0–1 Č)   |
| WTA 250 (0–2 D; 0–1 Č)   |

### Dvouhra: 4 (1–3)
| Stav       | č. | datum             | turnaj              | kategorie | povrch | soupeřka ve finále | výsledek      |
| ---------- | -- | ----------------- | ------------------- | --------- | ------ | ------------------ | ------------- |
| Finalistka | 1. | 8. ledna 2023     | Adelaide, Austrálie | WTA 500   | tvrdý  | Aryna Sabalenková  | 3–6, 6–7(4–7) |
| Finalistka | 2. | 7. srpna 2023     | Praha, Česko        | WTA 250   | tvrdý  | Nao Hibinová       | 4–6, 1–6      |
| Vítězka    | 1. | 24. srpna 2024    | Monterrey, Mexiko   | WTA 500   | tvrdý  | Lulu Sunová        | 7–6(8–6), 6–4 |
| Finalistka | 3. | 26. července 2025 | Praha, Česko        | WTA 250   | tvrdý  | Marie Bouzková     | 6–2, 1–6, 3–6 |

### Čtyřhra: 2 (0–2)
| Stav       | č. | datum          | turnaj                            | kategorie | povrch     | spoluhráčka        | soupeřky ve finále                        | výsledek      |
| ---------- | -- | -------------- | --------------------------------- | --------- | ---------- | ------------------ | ----------------------------------------- | ------------- |
| Finalistka | 1. | 11. února 2024 | Abú Zabí, Spojené arabské emiráty | WTA 500   | tvrdý      | Heather Watsonová  | Sofia Keninová Bethanie Mattek-Sandsová   | 4–6, 6–7(4–7) |
| Finalistka | 2. | 20. dubna 2025 | Rouen, Francie                    | WTA 250   | antuka (h) | Irina Chromačovová | Aleksandra Krunićová Sabrina Santamariová | 0–6, 4–6      |

## Tituly na okruhu ITF
| Dotace turnajů okruhu ITF | Dotace turnajů okruhu ITF |
| ------------------------- | ------------------------- |
| 100 000 $ tournaments     | 80 000 $ tournaments      |
| 75 000 $ tournaments      | 60 000 $ tournaments      |
| 50 000 $ tournaments      | 25 000 $ tournaments      |
| 15 000 $ tournaments      | 10 000 $ tournaments      |

### Dvouhra (6 titulů)
| Č. | datum         | turnaj                     | kategorie | povrch    | poražená finalistka          | výsledek           |
| -- | ------------- | -------------------------- | --------- | --------- | ---------------------------- | ------------------ |
| 1. | březen 2021   | Bratislava, Slovensko      | 15 000    | tvrdý (h) | Tereza Smitková              | 4–6, 7–6(7–4), 7–5 |
| 2. | březen 2021   | Bratislava, Slovensko      | 15 000    | tvrdý (h) | Iva Primoracová              | 6–3, 7–6(7–4)      |
| 3. | srpen 2021    | Přerov, Česko              | 60 000    | antuka    | Alexandra Cadanțu-Ignatiková | 6–7(2–7), 6–4, 6–3 |
| 4. | listopad 2021 | Milovice, Česko            | 25 000    | tvrdý (h) | Nikola Bartůňková            | 6–3, 6–4           |
| 5. | duben 2022    | Croissy-Beaubourg, Francie | 60 000    | tvrdý (h) | Léolia Jeanjeanová           | 6–3, 6–4           |
| 6. | červenec 2022 | Versmold, Německo          | 100 000   | antuka    | Ysaline Bonaventureová       | 6–1, 6–3           |

### Čtyřhra (1 titul)
| Č. | datum     | turnaj                 | kategorie | povrch    | spoluhráčka           | poražené finalistky              | výsledek |
| -- | --------- | ---------------------- | --------- | --------- | --------------------- | -------------------------------- | -------- |
| 1. | únor 2022 | Nur-Sultan, Kazachstán | 60 000    | tvrdý (h) | Jekatěrina Makarovová | Anna Sisková Marija Timofejevová | 6–2, 6–3 |

## Finále na juniorském Grand Slamu

### Dvouhra: 1 (1–0)
| Stav    | rok  | turnaj      | povrch | soupeřka ve finále | výsledek      |
| ------- | ---- | ----------- | ------ | ------------------ | ------------- |
| Vítězka | 2021 | French Open | antuka | Erika Andrejevová  | 7–6(7–3), 6–3 |

## Chronologie výsledků na Grand Slamu

### Ženská dvouhra
| Turnaj          | 2022    | 2023    | 2024    | 2025    | SR     | V–P   |
| --------------- | ------- | ------- | ------- | ------- | ------ | ----- |
| Australian Open | A       | Q1      | ČF      | 1. kolo | 0 / 2  | 4–2   |
| French Open     | 1. kolo | 2. kolo | 2. kolo | 1. kolo | 0 / 4  | 2–4   |
| Wimbledon       | A       | 1. kolo | 2. kolo | 4. kolo | 0 / 3  | 4–3   |
| US Open         | 1. kolo | 2. kolo | 1. kolo |         | 0 / 3  | 1–3   |
| výhry–prohry    | 0–2     | 2–3     | 6–4     | 3–3     | 0 / 12 | 11–12 |

### Ženská čtyřhra
| Turnaj          | 2022    | 2023    | 2024    | 2025    | SR     | V–P  |
| --------------- | ------- | ------- | ------- | ------- | ------ | ---- |
| Australian Open | A       | A       | 2. kolo | 1. kolo | 0 / 2  | 1–2  |
| French Open     | A       | 2. kolo | 2. kolo | 1. kolo | 0 / 3  | 2–3  |
| Wimbledon       | A       | 1. kolo | 1. kolo | 1. kolo | 0 / 3  | 0–3  |
| US Open         | 2. kolo | 2. kolo | 1. kolo |         | 0 / 3  | 2–3  |
| výhry–prohry    | 1–1     | 2–3     | 2–4     | 0–3     | 0 / 11 | 5–11 |

| Legenda | Legenda                                   | Legenda | Legenda                     |
| ------- | ----------------------------------------- | ------- | --------------------------- |
| SR      | poměr vyhraných turnajů ku všem odehraným | W–L V–P | výhry–prohry                |
| NH      | daný rok se turnaj nekonal                | A       | turnaje se hráč nezúčastnil |
| 1Q / LQ | prohra v (kole) kvalifikace               | 1k / 1R | prohra v daném kole turnaje |
| QF / ČF | prohra ve čtvrtfinále                     | SF      | prohra v semifinále         |
| F       | prohra ve finále                          | Vítěz   | vítězství v turnaji         |

## Vítězství nad hráčkami Top 10
Přehled
| Sezóna    | 2023 | 2024 | 2025 | Celkem |
| --------- | ---- | ---- | ---- | ------ |
| Vítězství | 3    | 3    | 3    | 9      |

Vítězství
| Č.                                     | hráčka top 10      | WTA | turnaj                                | povrch | fáze       | skóre              | LN   |
| -------------------------------------- | ------------------ | --- | ------------------------------------- | ------ | ---------- | ------------------ | ---- |
| Sezóna 2023                            |                    |     |                                       |        |            |                    |      |
| 1.                                     | Darja Kasatkinová  | 8.  | Adelaide, Austrálie                   | tvrdý  | 1. kolo    | 6–3, 6–7(2–7), 6–3 | 102. |
| 2.                                     | Ons Džabúrová      | 2.  | Adelaide, Austrálie                   | tvrdý  | semifinále | 6–3, 1–6, 6–3      | 102. |
| 3.                                     | Petra Kvitová      | 9.  | Cincinnati, Spojené státy             | tvrdý  | 2. kolo    | 3–6, 6–2 6–4       | 50.  |
| Sezóna 2024                            |                    |     |                                       |        |            |                    |      |
| 4.                                     | Iga Świąteková     | 1.  | Australian Open, Melbourne, Austrálie | tvrdý  | 3. kolo    | 3–6, 6–3, 6–4      | 50.  |
| 5.                                     | Maria Sakkariová   | 9.  | Dauhá, Katar                          | tvrdý  | 2. kolo    | 3–6, 7–6(7–2), 7–5 | 28.  |
| 6.                                     | Jeļena Ostapenková | 10. | Stuttgart, Německo                    | antuka | 1. kolo    | 6–3, 6–1           | 31.  |
| Sezóna 2025                            |                    |     |                                       |        |            |                    |      |
| 7.                                     | Paula Badosová     | 10. | Abú Zabí, Spojené arabské emiráty     | tvrdý  | 2. kolo    | 6–4, 6–1           | 39.  |
| 8.                                     | Jessica Pegulaová  | 5.  | Dubaj, Spojené arabské emiráty        | tvrdý  | 3. kolo    | 6–3, 7–6(10–8)     | 35.  |
| 9.                                     | Mirra Andrejevová  | 7.  | Bad Homburg, Německo                  | tráva  | čtvrtfnále | 6–3, 6–3           | 30.  |
| výhra nad úřadující světovou jedničkou |                    |     |                                       |        |            |                    |      |